# Joan Antoja i Mas

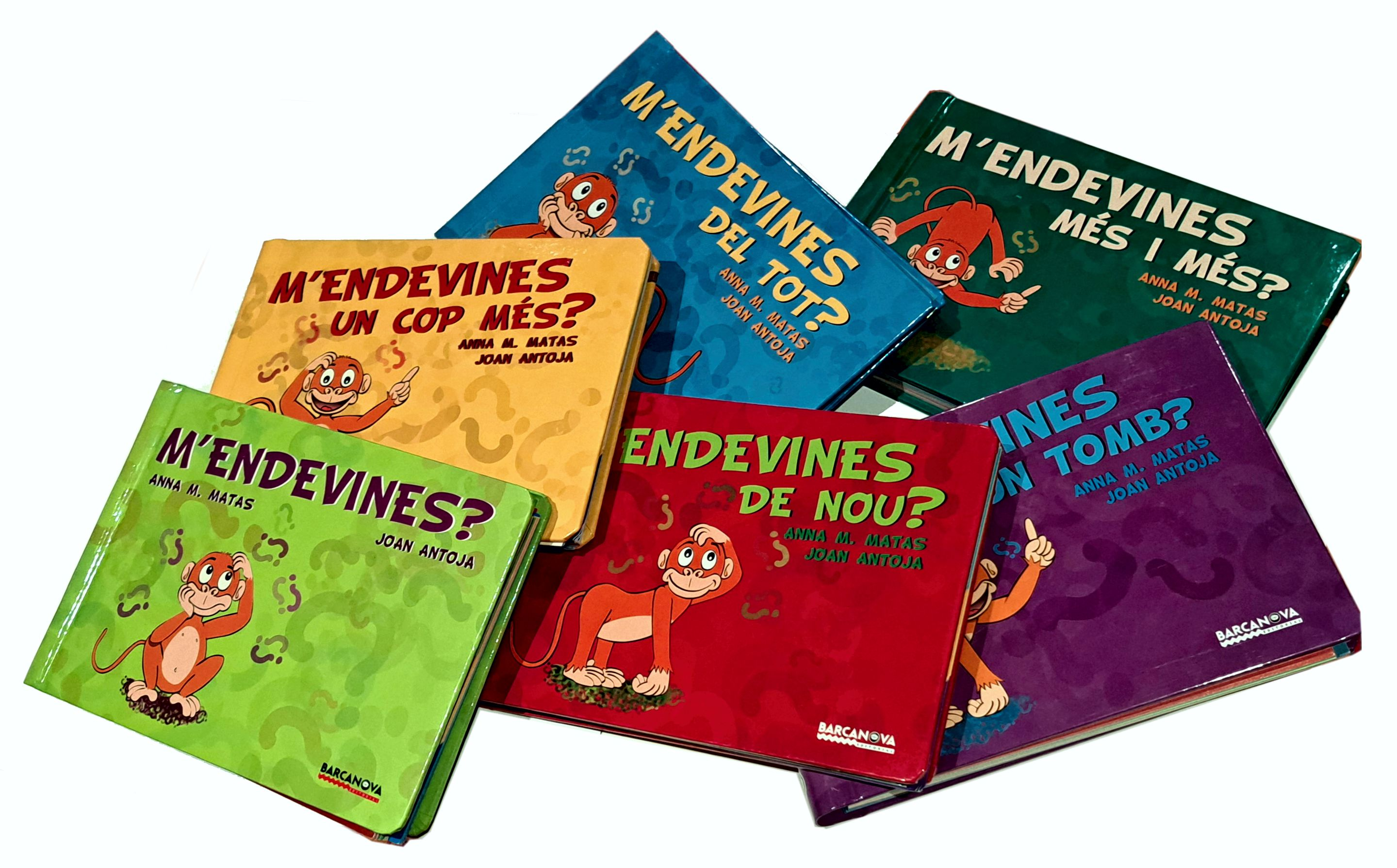
Llibres de la col·lecció M'endevines?

Joan Antoja i Mas (Badalona, 25 de gener de 1963) és pedagog, il·lustrador i dissenyador de materials didàctics.

## Biografia
Llicenciat en Filosofia i Ciències de l'Educació per la Universitat de Barcelona compagina la seva tasca docent amb l'elaboració de projectes per a diferents editorials i institucions. Va començar el 2002 creant activitats multimèdia pel Portal Edu365 del Departament d'Educació i Formació Professional de la Generalitat de Catalunya entre les quals destaquen Contes SPC (Contes clàssics infantils amb sistemes alternatius i augmentatius de comunicació), Poesia.com (Conjunt d´activitats multimèdia que giren entorn la poesia) i M'endevines? (Recull d'endevinalles interactives). Paral·lelament, també comença a ser contractat per editorials com a autor i il·lustrador de quaderns de vacances (Edebé i Edelvives) així com per llibres de text i materials curriculars (Santillana).
Al 2008 publica amb l'editorial Barcanova M'endevines?, una versió en format llibre de la web editada al Edu365 que té una gran acollida. Fruit d'això van apareixent nous títols d'endevinalles fins a formar una col·lecció de 6 volums i arribant a superar en 50.000 exemplars el volum de vendes. Al 2011 publica amb la mateixa editorial la col·lecció Territori Verd, uns llibres il·lustrats amb històries emocionants i divertides que pretenen sensibilitzar a la mainada de manera constructiva i didàctica vers el respecte per la natura i el medi ambient. S'aborden temes com el tràfic il·legal d'animals exòtics, l'escalfament global, l'abandonament d'animals de companyia, etc. Menja'ns és una altra col·lecció que publica (2014-2015) que consta de quatre volums, un per a cada estació de l'any, on acosta als més menuts a les fruites i verdures per tal de promoure'n el consum. Es mostra com es cultiven, les seves propietats, curiositats i també s'hi troben experiències, receptes i activitats.
Amb el suport de la Diputació de Girona, el Consell Comarcal de l'Alt Empordà i l'Ajuntament de Llers publica el 2014 i 2015 dos àlbums il·lustrats: Mundeta, la bruixa de Llers i la Fira de la cirera i Mundeta, la bruixa de Llers i el pessebre vivent.Unes obres adreçades a mainada a partir de sis anys que promocionen territori i cultura popular. Seguint en el mateix context, amb la coautoria de Joan Oriol i Anna Maria Matas, publica el 2018 amb l'editorial Bestial! (Cossetània Edicions), un llibre per a tota la família que, a partir del món dels animals, reuneix refranys i frases fetes, faules, rondalles, poemes, llegendes i tradicions, no sempre prou coneguts, i un munt d'activitats lingüístiques enginyoses i estimulants de gran valor pedagògic.
Al 2021 publica simultàniament amb Anaya (castellà) i Barcanova (català) la col·lecció Bojos pels esports amb quatre títols: Bàsquet, natació, judo i gimnàstica rítmica. L'objectiu és descobrir el món dels esports, les seves característiques més curioses, els esportistes que han destacat més, els beneficis que té per a la nostra salut, etc.
És al 2022 quan, amb la coautoria de Víctor Pàmies i Anna Maria Matas, publica el seu primer llibre per a adults: 101 dites per a tothom. Un llibre amb un format molt visual que recull part de la rica fraseologia de la llengua catalana, amb senzillesa i imaginació. Cada dita va acompanyada d'una il·lustració al·legòrica i del seu significat, un exemple d'ús que ajuda a comprendre-la més fàcilment, altres dites equivalents i comentaris interessants sobre el seu origen o sentit. Antoja comentava, a la periodista Cristina Vila: "la voluntat del llibre és fomentar les dites, sobretot entre la gent jove que potser ja no les ha escoltat".
Torna a recuperar el camp de la poesia infantil amb Poesia Esbojarrada una col·lecció amb tres títols: Petites bestioles, Bon profit! i Al fons del mar. Cada títol presenta una setzena de poemes planers, quotidians i plens d'humor integrats en enginyoses i captivadores il·lustracions acompanyats d'un joc lingüístic relacionat on s'estimula, de forma didàctica, a feinejar amb les lletres i paraules. A més, també es poden escoltar les locucions llegint el codi QR que els acompanya.
En altres àmbits també cal destacar que ha creat alguns logotips com el del grup d'animació infantil El Pot Petit. Durant sis cursos escolars (2016-2022) va crear el Calendari Escolar Pla Educatiu d'Entorn de Figueres on a més de les característiques pròpies d'un calendari s'inclouen diferents apartats didàctics, on es barreja joc i aprenentatge per tal d'oferir un material estimulant i engrescador amb un valuós contingut pedagògic. I també és el responsable de crear els passatemps de la revista Petit Sàpiens des del número 59 (setembre del 2022).
La major part de la seva obra està signada conjuntament amb la seva dona Anna Maria Matas, amb qui conforma la productora Ramona Produccions que elabora i dissenya materials didàctics. Actualment, Joan Antoja compta amb un total de 33 títols publicats.

## Obra[16]

### Llengua i comunicació
- Antoja, Joan; Matas, Anna M.; Pàmies, Víctor (2025): 102 dites il·lustrades per a tothom (Valls, Cossetània Edicions). ISBN 978-84-1356-462-3
- Antoja, Joan; Matas, Anna M.; Pàmies, Víctor (2022): 101 dites il·lustrades per a tothom (Valls, Cossetània Edicions). ISBN 978-84-1356-221-6

### Literatura infantil i juvenil
- Antoja, Joan; Matas, Anna M. (2023): Poesia esbojarrada. Al fons del mar (Sant Andreu de Llavaneres, L'Art de la Memòria Edicions). ISBN 978-84-126362-6-0

- Antoja, Joan; Matas, Anna M. (2022): Bojos pels esports. Judo (Barcelona, Barcanova editorial). ISBN 978-84-489-5516-8
- Antoja, Joan; Matas, Anna M. (2022): Bojos pels esports. Gimnàstica rítmica (Barcelona, Barcanova editorial). ISBN 978-84-489-5518-2
- Antoja, Joan; Matas, Anna M. (2022): Poesia esbojarrada. Bon profit (Sant Andreu de Llavaneres, L'Art de la Memòria Edicions). ISBN 978-84-125113-4-5
- Antoja, Joan; Matas, Anna M. (2022): Petits animalons. Bon profit (Sant Andreu de Llavaneres, L'Art de la Memòria Edicions). ISBN 978-84-125113-3-8
- Antoja, Joan; Matas, Anna M. (2021): Bojos pels esports. Bàsquet (Barcelona, Barcanova editorial). ISBN 978-84-489-5194-8
- Antoja, Joan; Matas, Anna M. (2021): Bojos pels esports. Natació (Barcelona, Barcanova editorial). ISBN 978-84-489-5290-7
- Antoja, Joan; Matas, Anna M. (2019): M'endevines més i més? (Barcelona, Barcanova editorial). ISBN 978-84-489-4970-9
- Antoja, Joan; Matas, Anna M.; Oriol, Joan (2018): Bestial! Cultura popular, refranys i frases fetes...molt animals (Valls, Cossetània Edicions). ISBN 978-84-9034-772-0
- Antoja, Joan; Matas, Anna M. (2016): M'endevines fent un tomb? (Barcelona, Barcanova editorial). ISBN 978-84-489-4125-3
- Antoja, Joan; Matas, Anna M. (2015): Menja'ns a l'estiu (Barcelona, Barcanova editorial). ISBN 978-84-489-3821-5
- Antoja, Joan; Matas, Anna M. (2015): Menja'ns a la tardor (Barcelona, Barcanova editorial). ISBN 978-84-489-3839-0
- Antoja, Joan; Matas, Anna M. (2015): Mundeta, la bruixa de Llers al pessebre vivent (Llers, Ed. els autors). ISBN 978-84-608-3522-6
- Antoja, Joan; Matas, Anna M. (2014): Menja'ns a l'hivern (Barcelona, Barcanova editorial). ISBN 978-84-489-3397-5
- Antoja, Joan; Matas, Anna M. (2014): Menja'ns a la primavera (Barcelona, Barcanova editorial). ISBN 978-84-489-3304-3
- Antoja, Joan; Matas, Anna M. (2014): Mundeta, la bruixa de Llers a la fira de la cirera (Llers, Ed. els autors). ISBN 978-84-617-2275-4
- Antoja, Joan; Matas, Anna M. (2013): Territori verd. La Quimeta, la gosseta (Barcelona, Barcanova editorial). ISBN 978-84-489-3002-8
- Antoja, Joan; Matas, Anna M. (2012): Territori verd. En Salvador, l'eriçó (Barcelona, Barcanova editorial). ISBN 978-84-489-3029-5
- Antoja, Joan; Matas, Anna M. (2012): M'endevines del tot? (Barcelona, Barcanova editorial). ISBN 978-84-489-4976-1
- Antoja, Joan; Matas, Anna M. (2011): Territori verd. La Moka, la foca (Barcelona, Barcanova editorial). ISBN: ISBN 978-84-489-2874-2
- Antoja, Joan; Matas, Anna M. (2011): Territori verd. L'Aleix, el peix (Barcelona, Barcanova editorial). ISBN: ISBN 978-84-489-2701-1
- Antoja, Joan; Matas, Anna M. (2011): Territori verd. En Sebastià, el tucà (Barcelona, Barcanova editorial). ISBN: ISBN 978-84-489-2700-4
- Antoja, Joan; Matas, Anna M. (2010): M'endevines un cop més? (Barcelona, Barcanova editorial). ISBN 978-84-489-4982-2
- Antoja, Joan; Matas, Anna M. (2009): M'endevines de nou? (Barcelona, Barcanova editorial). ISBN 978-84-489-4981-5
- Antoja, Joan; Matas, Anna M. (2008): M'endevines? (Barcelona, Barcanova editorial). ISBN 978-84-489-4975-4
- Antoja, Joan; Perramón, Marta; Picazo, Cristina (2005): Contes tradicionals. Llibre gegant (Barcelona, Editorial Santillana). ISBN 84-7918-060-9
- Antoja, Joan; Lacort, Yolanda; Pérez, Laura (2003): Cuaderno de vacaciones (Zaragoza, Editorial Edelvives). ISBN 84-262-5062-3
- Antoja, Joan (2002): vacances amb en Dubi (Barcelona, Editorial Edebé). ISBN 84-236-6011-7

### Multimèdia
- Antoja, Joan; Matas, Anna M. (2006): M’endevines?. Web d’endevinalles per a nens i nenes. (Edu365.cat / Generalitat de Catalunya / Departament d’Educació / Direcció General d’Innovació.) Enllaç web
- Antoja, Joan; (2004): Poesi@.com. Recull de poemes per a nens i nenes (Edu365.cat / Generalitat de Catalunya / Departament d’Educació / Direcció General d’Innovació.) Enllaç web
- Antoja, Joan; Morales, Òscar (2002): Contes SPC. Contes infantils amb sistemes alternatius i augmentatius de comunicació (Edu365.cat / Generalitat de Catalunya / Departament d’Educació / Direcció General d’Innovació.) Enllaç web